# Psidium acutangulum
Psidium acutangulum, la guayaba coronilla, guayaba del Pará, Chova, o arasá pera es un árbol de la familia Myrtaceae cuyo fruto de pequeño tamaño de piel y pulpa de color amarillo similar al de la guayaba pero con un sabor mayormente más ácido. Con su pulpa generalmente se hacen jugos y mermeladas; el fruto se puede consumir crudo pero su acidéz es muy alta.

## Descripción
Es un arbusto o árbol pequeño de 6, a 12 m de altura.

## Clima
Es menos resistente que la guayaba tropical.

## Crecimiento y ambiente
Prefiere un clima tropical con abundantes precipitaciones. Crecen a pleno sol o sombra parcial.

## Propagación
Por semillas.

## Usos comunes
Comidas crudas o utilizados para las bebidas por su sabor. La guayaba coronilla se combina a menudo con miel o azúcar para hacer una bebida gaseosa. Las cáscaras de guayaba coronilla contienen compuestos con alta actividad antioxidante.

## Distribución y hábitat
Nativa de zonas de baja elevación y medianas en toda la parte norte de Sur América, incluyendo la cuenca del Amazonas, Colombia, Venezuela, y la de Guayana.

## Taxonomía
Psidium acutangulum fue descrita por Mart. ex DC. y publicado en Prodromus Systematis Naturalis Regni Vegetabilis 3: 233. 1828.
Etimología
Ver: Psidium
acutangulum: epíteto latín que significa "con ángulos agudos"
Sinonimia
- Britoa acida (DC.) O.Berg
- Guajava acutangula (Mart. ex DC.) Kuntze
- Psidium acidum Mart. ex O.Berg
- Psidium acutangulum var. acidum DC.
- Psidium acutangulum var. crassirame O.Berg
- Psidium acutangulum var. oblongatum Mattos
- Psidium acutangulum var. tenuirame O.Berg
- Psidium grandiflorum Ruiz & Pav.
- Psidium persoonii McVaugh[3]